# Dettelbach
Dettelbach è un comune tedesco di 7 228 abitanti, situato nel land della Baviera.

## Galleria d'immagini

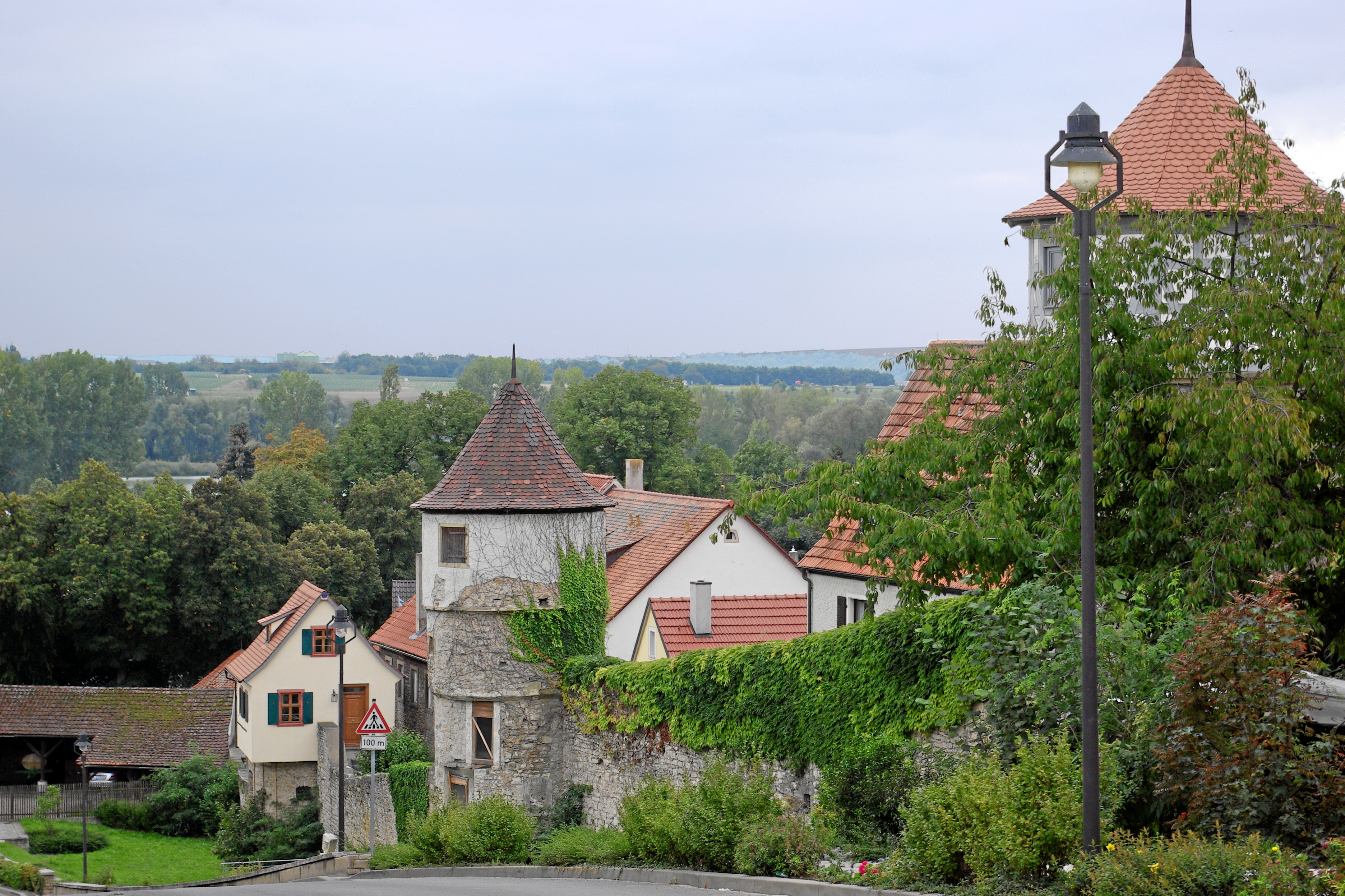
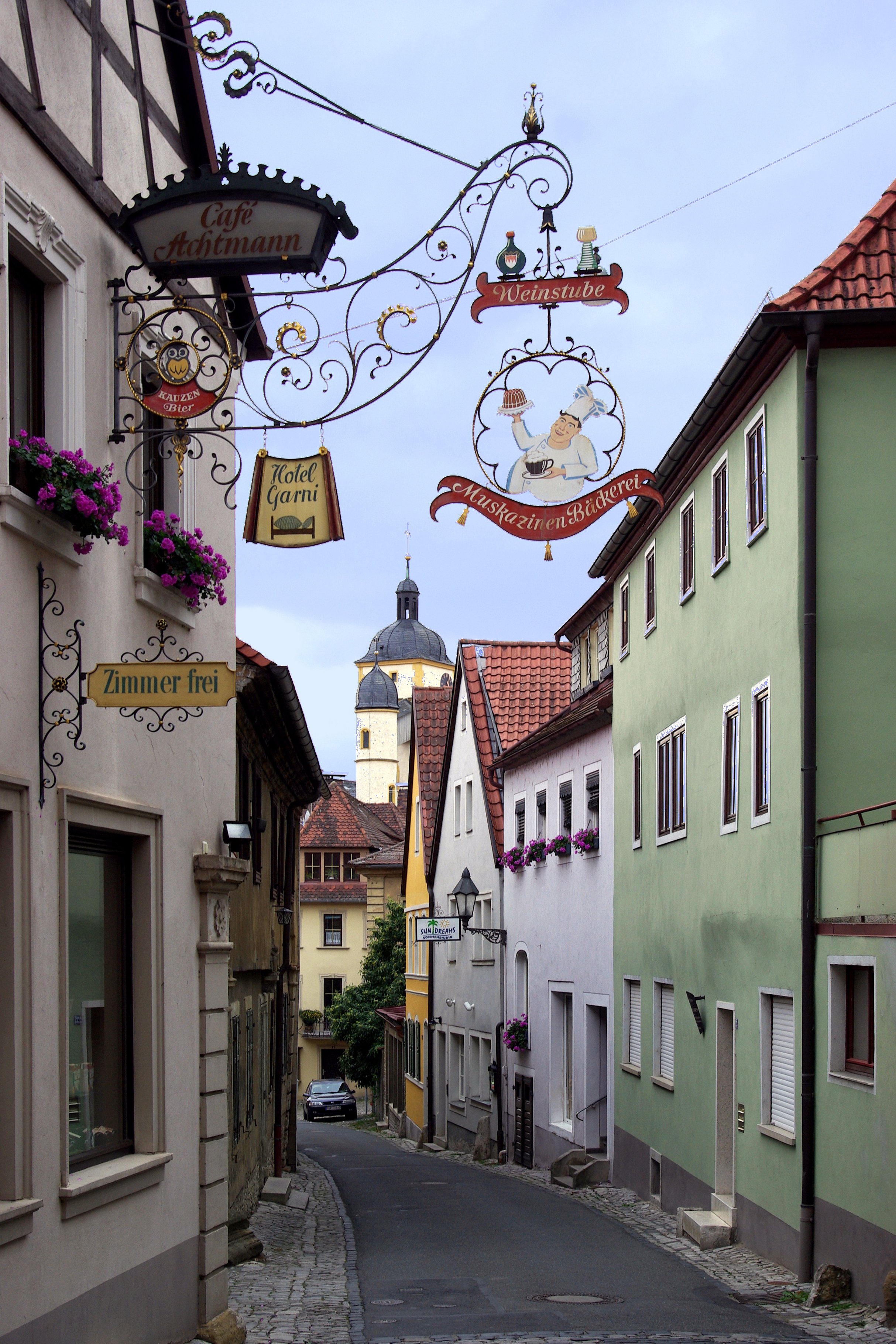
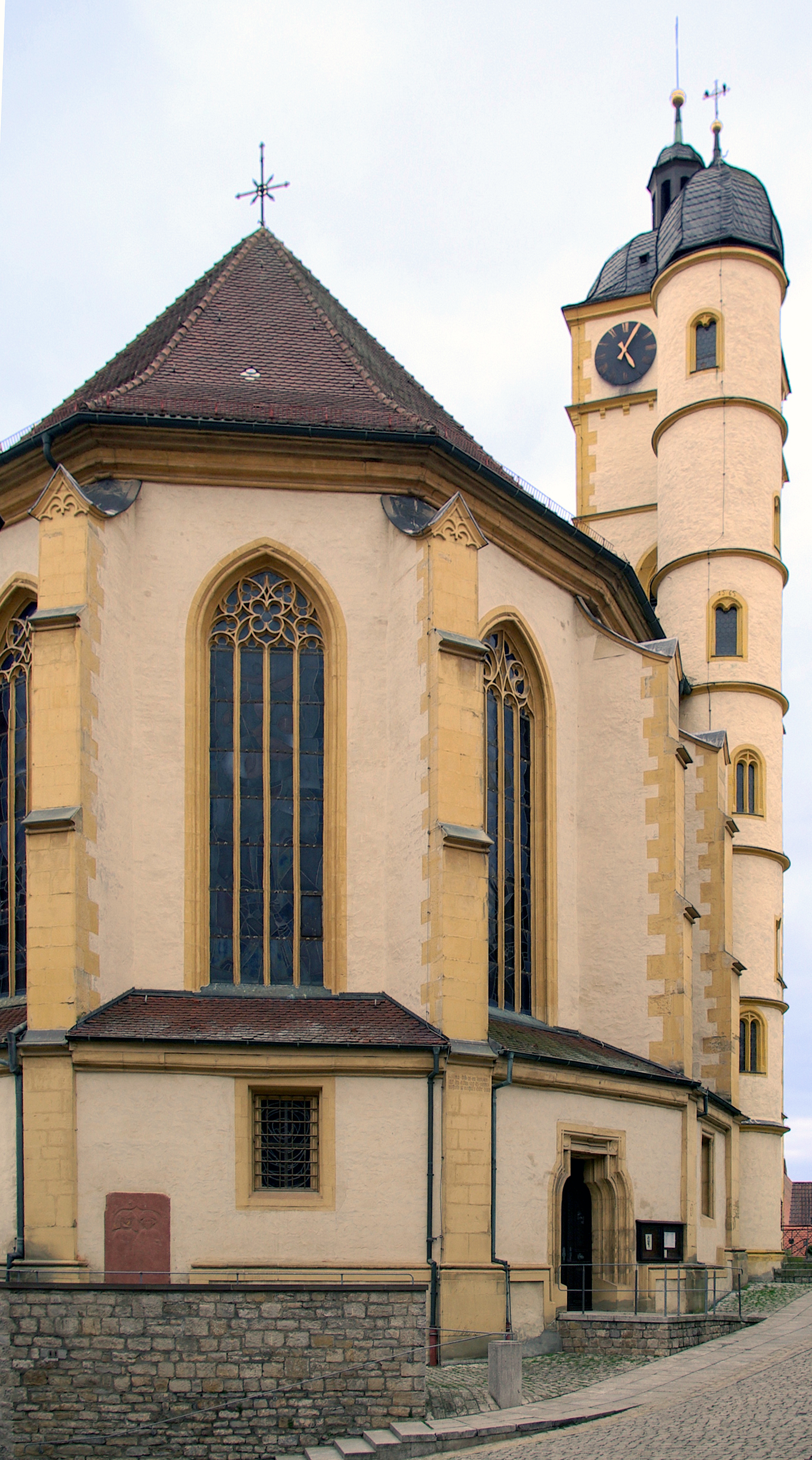
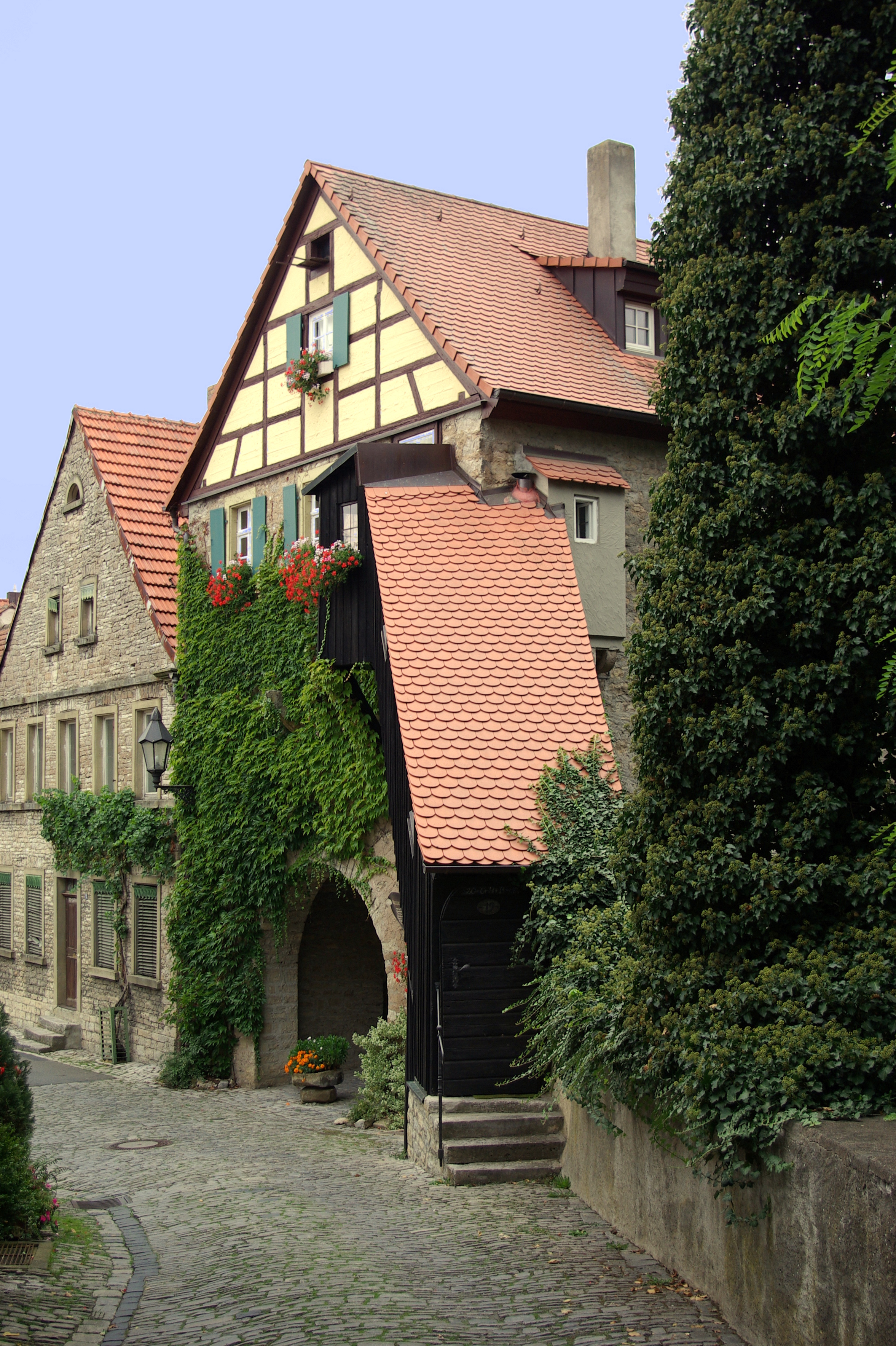
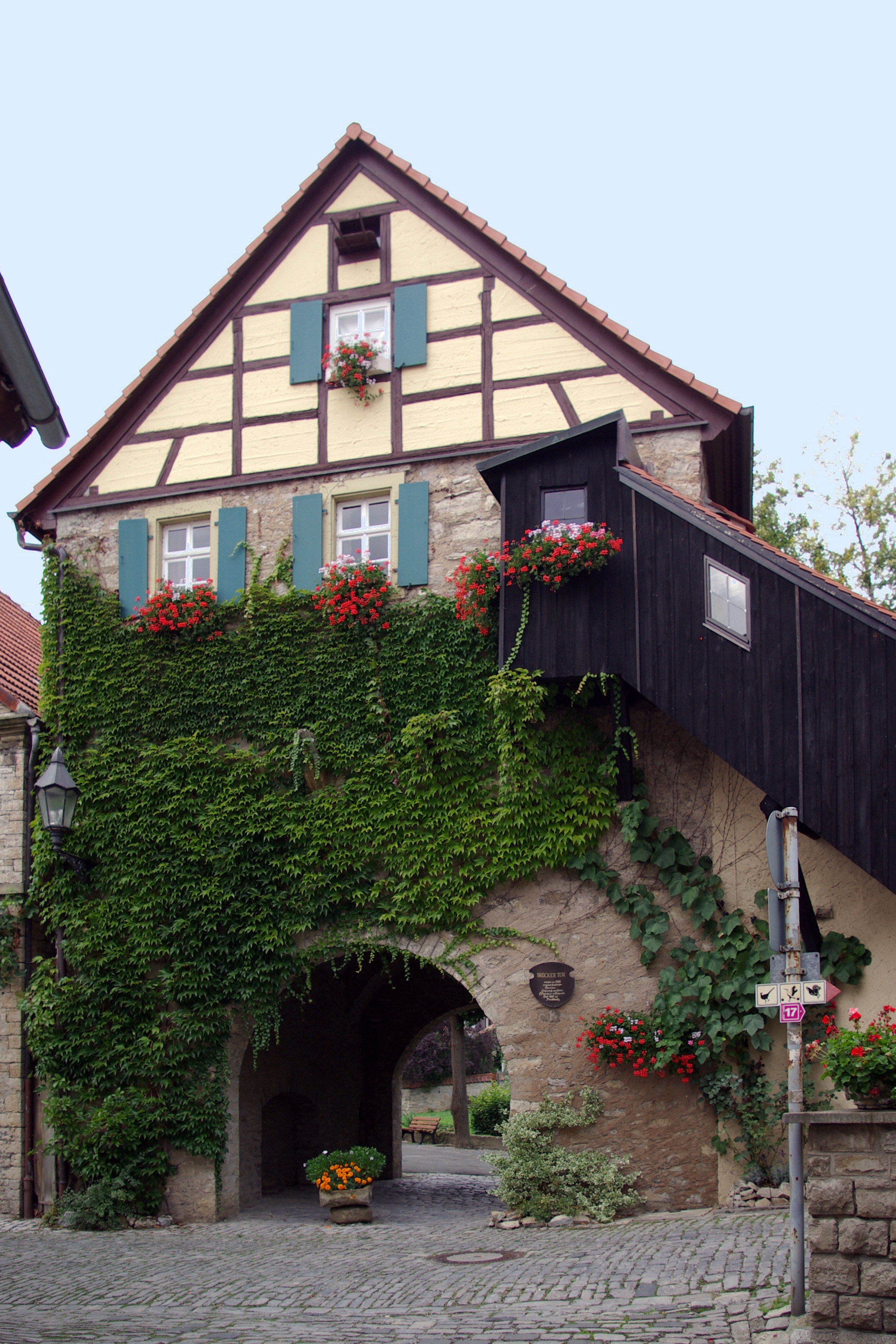
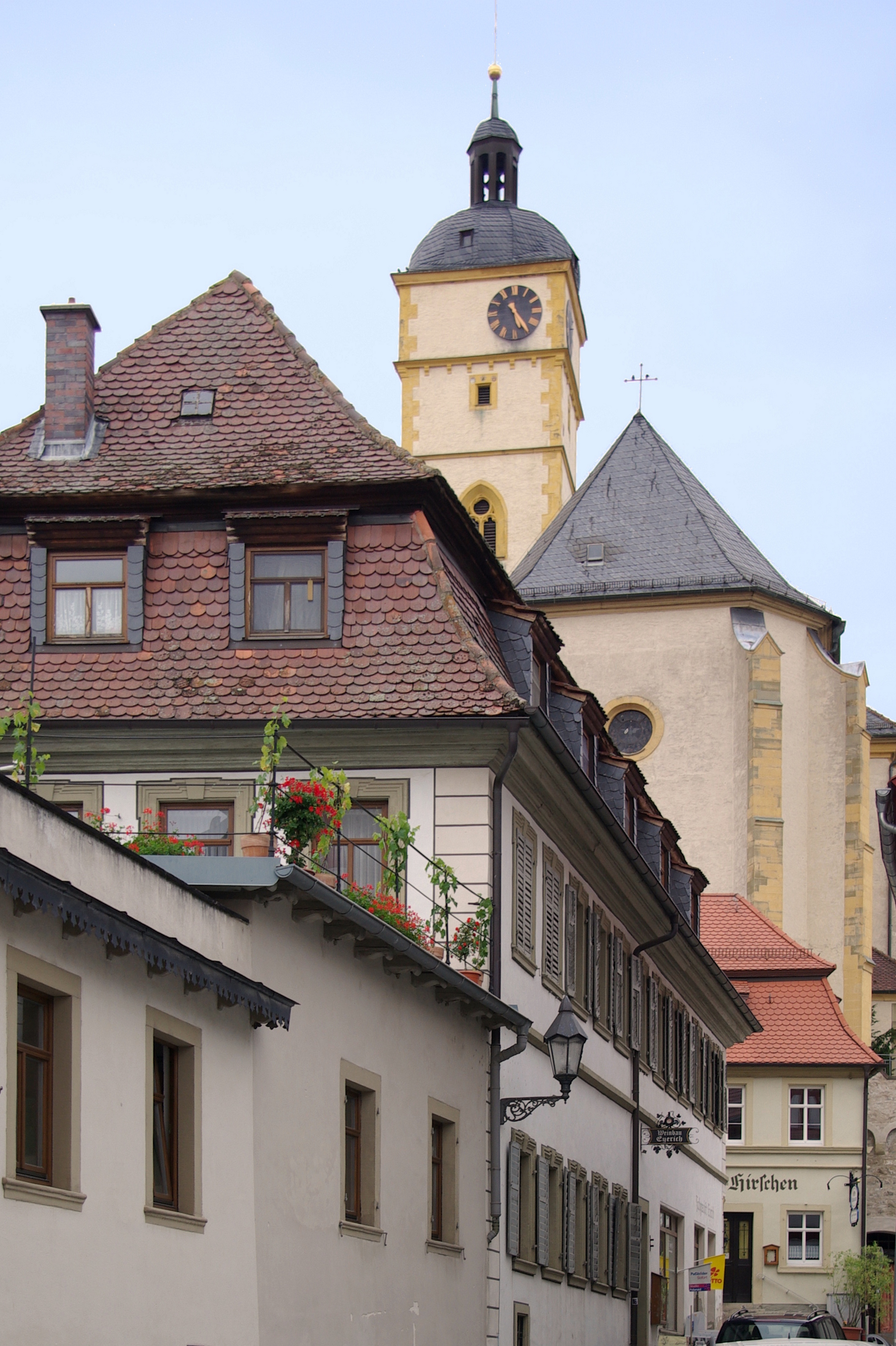
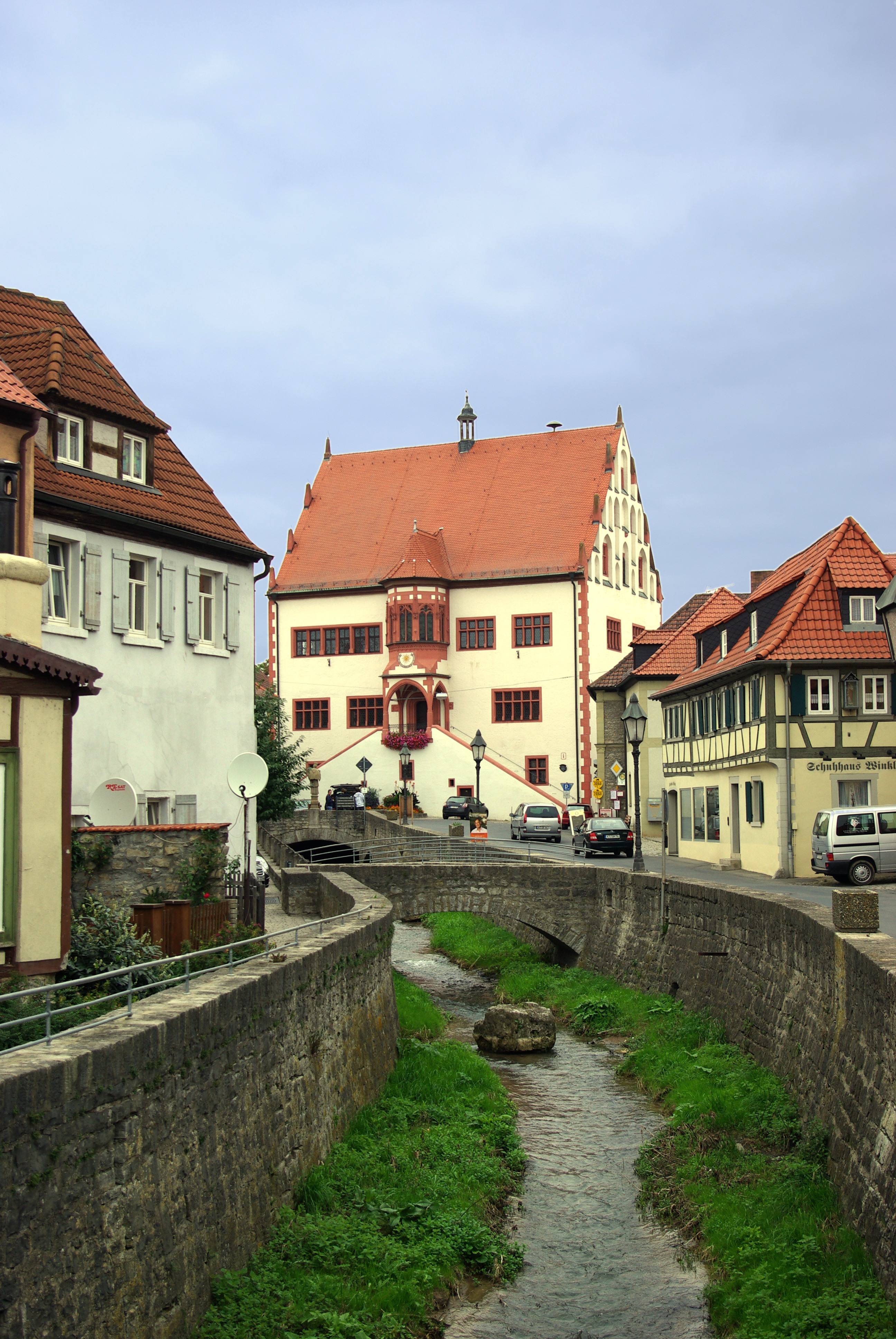
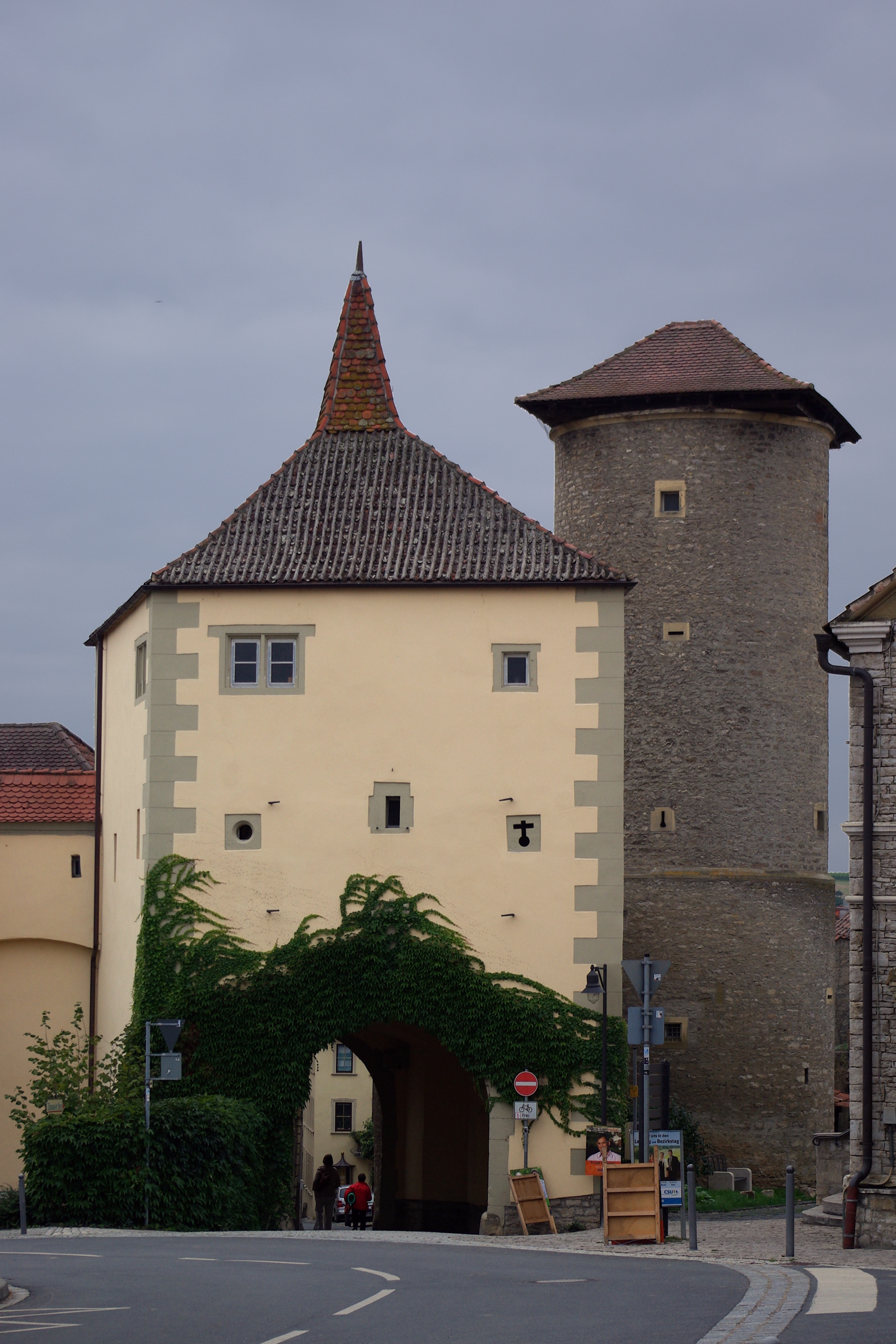